# 大利斯特文
51°46′24″N 31°30′26″E / 51.77333°N 31.50722°E
大利斯特文（烏克蘭語：Великий Листвен）是位於烏克蘭北部切爾尼希夫州裏切爾尼希夫區的村莊，始建於1440年，面積0.005平方公里，海拔高度125米，2025年人口477。